# Stephen Lynch
Stephen Andrew Lynch (* 28. července 1971, Abington, Pensylvánie, USA) je americký komediální zpěvák a herec.

## Životopis
Hudba vzdy pro něj znamenala hodně. Ale až potom, co zhlédl film This is Spinal Tap rozhodl se být komediálním zpěvákem a skladatelem písní.
Nejvíce se proslavil svou rolí v muzikálu The Wedding Singer na Broadwayi, za kterou získal nominaci na cenu Tony.
Nyní žije se svou manželkou Erin v New Yorku.

## Diskografie

### Alba
- A little bit special 2000

### Kompilace
- Cleanest hits 2006

### Live
- The craig machine 2005
- Superhero 2003

### Demo
- Half a man